# Amorrortu Editores
Amorrortu Editores es una editorial argentina con sede en Buenos Aires y Madrid.

## Historia
Fundada en el año 1967, se dedica a la publicación de libros orientados al público profesional y universitario en el ámbito de las ciencias humanas y sociales.
Entre sus trabajos más difundidos se encuentra la traducción directa del alemán de las Obras completas de Sigmund Freud por José Luis Etcheverry.

## Colecciones
Su catálogo incluye las siguientes colecciones:
- Sociología
- Comunicación, cultura y medios
- América latina
- Filosofía
- Antropología y religión
- Nómadas
- Mutaciones
- Psicología y psicoanálisis
- Psicología cognitiva
- Correspondencia de Sigmund Freud
- Obras completas de Sigmund Freud
- Educación: agenda educativa
- Educación: nueva enseñanza
- Nuevas prácticas
- Educación preescolar
- Diccionarios
- Economía
- Economía y sociedad
- Realidad nacional y americana